# Melhem Adas
Melhem Adas (Cedral, 1938) é um geógrafo, escritor e professor brasileiro. Escreve livros para o ensino médio e fundamental.

## Biografia
Melhem Adas é bacharel e licenciado em Geografia pela Pontifícia Universidade Católica de São Paulo e pós-graduado na Universidade de São Paulo, e é um dos mais renomados professores de geografia do Brasil. Uma de suas obras é o livro A Fome - Crise ou Escândalo?.
É autor de mais de 30 livros.

## Vida pessoal
Neto de libanês, Melhem Adas nasceu e cresceu em Cedral, município do interior de São Paulo. Durante sua adolescência, perdeu o pai, vitimado pela tuberculose. Tem um filho, o filósofo e professor Sérgio Adas.

## Obra
- Estudos de Geografia do Brasil, (1979);[7]
- A Fome: Crise ou Escândalo? (1990);[8]
- Panorama geográfico do Brasil, (2004);[9]